# Дорожное (Зеленоградский район)
Дорожное — посёлок в Зеленоградском районе Калининградской области. Входит в состав Переславского сельского поселения.

## Население
| 2002 | 2010 |
| ---- | ---- |
| 221  | ↗289 |

## История
Населенный пункт Касперхефен в 1946 году был переименован в поселок Дорожное.